# Centrale thermique de Nanticoke
La centrale de Nanticoke est la plus importante centrale thermique au charbon en Amérique du Nord, avec une puissance installée de 3 640 mégawatts. Elle est située dans le territoire de l'ancienne ville de Nanticoke, comté d'Haldimand, dans le sud-ouest de l'Ontario (Canada). La centrale appartient à Ontario Power Generation, une société de la Couronne du gouvernement de l'Ontario. Elle devait être fermée en 2009, dans le cadre de son programme de fermeture de toutes les centrales au charbon de la province, mais la transition a été retardée à plusieurs reprises. Le gouvernement ontarien évoque maintenant la date de 2014 comme échéance pour convertir la centrale à la biomasse. Avec la fermeture de quatre des huit groupes, la puissance installée de la centrale a été ramenée à 1 880 MW en 2012.
Les données d'Environnement Canada indiquent que la centrale de Nanticoke se classe régulièrement comme premier émetteur de gaz à effet de serre au Canada, toutes catégories confondues avec un total de 15,43 millions de tonnes équivalent CO2 en 2008. La centrale est également un important émetteur d'oxyde d'azote, de dioxyde de soufre et de métaux lourds.
À l’été 2020 après 3 ans de travaux, la démolition complète de la centrale et ses annexes ont été complétés. Les travaux de démolition et recyclage des matériaux ont été effectués pour l’entreprise Delsan-AIM.

## Historique
Le site de la centrale a été le théâtre de la « bataille de Nanticoke », une escarmouche de la guerre de 1812, entre une milice locale et une bande de maraudeurs américains qui a eu lieu en novembre 1813. Le site de la bataille a été désigné lieu historique national du Canada le 4 juin 1924.
La construction de la centrale a commencé vers la fin des années 1960 et les huit groupes ont été mis en service entre 1972 et 1978. Les bouilloires et les pulvérisateurs de charbon ont été fournis par Babcock & Wilcox et les turbines-alternateurs ont été construits par l'entreprise britannique C. A. Parsons and Company, qui a été rachetée depuis par Siemens. La centrale est reliée au réseau électrique ontarien par plusieurs lignes à haute tension à 230 et 500 kilovolts.

## Production d'électricité
Nanticoke est la plus grande centrale thermique au charbon en Amérique du Nord et figure parmi les plus grandes du genre au monde. La production annuelle d'énergie de la centrale varie entre 20 et 24 térawatts-heures (TWh). Lorsque la demande d'électricité est forte, les huit groupes sont mis en service et produisent environ 15 % des besoins d'électricité de la province. La centrale de Nanticoke emploie environ 600 personnes : ingénieurs, techniciens, mécaniciens, électriciens, opérateurs, spécialistes environnementaux, gestionnaires et administrateurs.

## Plans de fermeture
Le gouvernement de l'Ontario avait d'abord annoncé son intention de fermer toutes les centrales au charbon de la province en 2009 mais a abandonné son objectif en 2006, soulevant l'indignation des groupes de pression du milieu médical, communautaire et environnemental. Cette décision s'explique par l'impossibilité de remplacer la production de Nanticoke par des sources moins polluantes à l'intérieur des délais. 
Un règlement promulgué en vertu de la Loi sur la protection de l'environnement stipule que le charbon ne doit plus être utilisé en Ontario pour produire de l'électricité à compter du 31 décembre 2014. En conséquence, la centrale de Nanticoke remplacera le charbon par de la biomasse. Cette substitution réduira les émissions nettes de gaz à effet de serre, mais elle réduira également la production d'électricité.  Le gouvernement du premier ministre Dalton McGuinty a annoncé la construction de projets d'énergie renouvelable totalisant 2 500 mégawatts en avril 2010. Le gouvernement espère que ces projets compenseront pour la baisse de production à Nanticoke afin de lui permettre de respecter son engagement.
À l’été 2020 après 3 ans de travaux, la démolition complète de la centrale et ses annexes ont été complétés. Les travaux de démolition et recyclage des matériaux ont été effectués pour l’entreprise Delsan-AIM.